# Stefan Dauksza

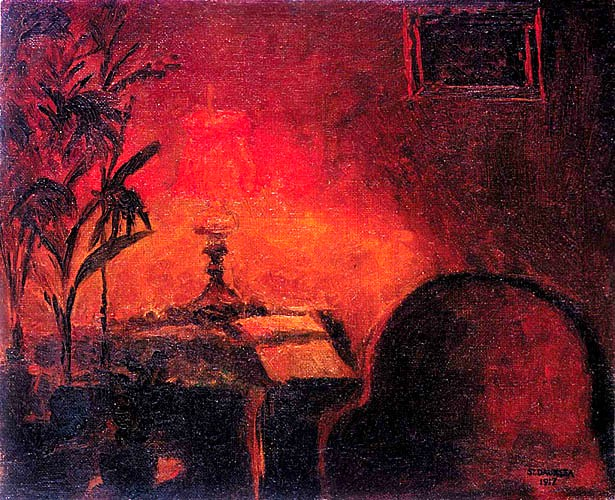
Obraz W świetle lampy Stefana Daukszy, 1917

Stefan Michał Dauksza (ur. 22 lutego 1895, zm. po 1941 w Kotłasie) – polski malarz, grafik i rzeźbiarz, ofiara zbrodni NKWD.

## Życiorys
Po ukończeniu gimnazjum w Wilnie, wyjechał do Kijowa i rozpoczął studia na wydziale matematyki na tamtejszym Uniwersytecie. Naukę przerwał mu wybuch I wojny światowej. Został zmobilizowany i walczył w armii carskiej. Po odzyskaniu przez Polskę niepodległości wyjechał do Warszawy i rozpoczął studia architektoniczne na Politechnice (PW). Po trzech latach jednak przerwał je i podjął naukę w Szkole Sztuk Pięknych w pracowni Tadeusza Pruszkowskiego. Tam też uzyskał dyplom.
Był członkiem rzeczywistym Wileńskiego Towarzystwa Artystów Plastyków (WTAP). Należał też do stowarzyszenia „Ars Christiana”. Jego prace były wystawiane w 1928 i 1929 w Galerii Zachęta, na „Powszechniej Wystawie Krajowej” w Poznaniu w 1929 oraz „Wystawy Jubileuszowej” WTAP w 1930.
Od 1925 pełnił funkcję kierowniczą w dziale inwentaryzacji malarskiej w Zakładzie Architektury Polskiej. Placówkę tę założył i prowadził na Wydziale Architektury PW prof. Oskar Sosnowski.
Po agresji sowieckiej na Polskę jako oficer Wojska Polskiego został aresztowany i uwięziony. Przebywał w więzieniu w Przemyślu oraz obozach w Winnicy, a następnie Starobielsku, skąd razem z innymi więźniami został deportowany do Kotłasu, gdzie zginął w łagrze po 1941.

## Wybrana twórczość

### Malarstwo
- W świetle lampy, 1917
- Św. Sebastian, ok. 1925
- Ukrzyżowanie, 1928
- Martwa natura I, 1930
- Martwa natura II, 1930
- Stefan Batory polujący na żubra, 1937

### Grafika
- Stefan Batory, ok. 1937